# White Oak (Carolina del Nord)
White Oak és una concentració de població designada pel cens dels Estats Units a l'estat de Carolina del Nord. Segons el cens del 2000 tenia 304 habitants.

## Demografia
Segons el cens del 2000, White Oak tenia 304 habitants, 107 habitatges i 81 famílies. La densitat de població era de 24,1 habitants per km².
Dels 107 habitatges en un 38,3% hi vivien nens de menys de 18 anys, en un 60,7% hi vivien parelles casades, en un 11,2% dones solteres, i en un 23,4% no eren unitats familiars. En el 17,8% dels habitatges hi vivien persones soles l'11,2% de les quals corresponia a persones de 65 anys o més que vivien soles. El nombre mitjà de persones vivint en cada habitatge era de 2,79 i el nombre mitjà de persones que vivien en cada família era de 3,2.
Per edats la població es repartia de la següent manera: un 27% tenia menys de 18 anys, un 8,9% entre 18 i 24, un 34,5% entre 25 i 44, un 18,8% de 45 a 60 i un 10,9% 65 anys o més.
L'edat mediana era de 32 anys. Per cada 100 dones de 18 o més anys hi havia 109,4 homes.
La renda mediana per habitatge era de 41.000 $ i la renda mediana per família de 42.292 $. Els homes tenien una renda mediana de 30.774 $ mentre que les dones 28.750 $. La renda per capita de la població era de 14.401 $. Cap de les famílies i el 4,9% de la població estaven per davall del llindar de pobresa.

## Poblacions més properes
El següent diagrama mostra les poblacions més properes.